# Ендрю Кольяно
Ендрю Кольяно (англ. Andrew Cogliano; нар. 14 червня 1987, Торонто) — канадський хокеїст, крайній нападник.

## Ігрова кар'єра
Хокейну кар'єру розпочав 2003 року виступами на юніорському рівні за команду «Сент Майклз Буззерс» (ОЮХЛ).
2005 року був обраний на драфті НХЛ під 25-м загальним номером командою «Едмонтон Ойлерс». Цьогоріч він також починає захищати кольори студентської хокейної команди Мічиганського університету. 
У сезоні 2007/08 дебютує в складі «Едмонтон Ойлерс». Перший матч провів 4 жовтня 2007 року проти «Сан-Хосе Шаркс». 8 жовтня 2007 закидає свою першу шайбу в ворота «Детройт Ред Вінгз», які захищав чех Домінік Гашек.
7, 9 і 11 березня 2008 року Кольяно встановив рекорд НХЛ, забивши голи у трьох послідовних іграх в овертаймах проти «Колумбус Блю-Джекетс», «Чикаго Блекгокс» і «Сент-Луїс Блюз», відповідно. Його ключку та рукавички згодом відправили до Зали слави хокею.
Свій другий сезон він провів майже на рівні першого за виключенням зменшення голевих передач 20 проти 27 в першому але за рівної кількості закинутих шайб — вісімнадцять.
Сезон 2009/10 і Ендрю показує найгірший результат 28 очок (10+18) у 82-х матчах. Наступний сезон став останнім у складі «нафтовиків», влітку 2012 він перейшов до «Анагайм Дакс» але через локаут початок сезону провів у складі австрійського «Клагенфурту», а згодом після старту чемпіонату НХЛ повернувся до «качок». У 48 іграх набрав 26 очок (13+13) та вперше відіграє сім матчів в Кубку Стенлі.
Сезон 2013/14 відзначився ювілейними датами, спочатку Кольяно провів 500-ий матч в НХЛ, а 25 січня 2014 закинув 100-ту шайбу в ворота «Лос-Анджелес Кінгс».
За підсумками сезону 2014/15 його вперше номінували на Приз Білла Мастерсона. Наступний сезон не був таким вдалим навіть невзажаючи на доволі пристойний доробок форварда 32 очка (9+23).
22 березня 2017 Ендрю відіграв 777-й матч в НХЛ. Загалом цей сезон став для нього вдалим, так він посів друге місце серед номінантів на Приз Білла Мастерсона.
12 січня 2018 нападник уклав трирічний контракт з «Дакс», а 14 січня 2019 його обміняли на гравця «Даллас Старс».
28 липня 2021 року Ендрю на правах вільного агента перейшов до «Сан-Хосе Шаркс».
У березні 2022 року Кольяно також на правах вільного агента перейшов до «Колорадо Аваланч». Разом з «лавинами» того сезону Ендрю став володарем Кубка Стенлі у фінальній серії здолали команду «Тампа-Бей Лайтнінг».

## На рівні збірних
На юніорському рівні захищав кольори збірної Канада Онтаріо на Кубку Виклику для 17-их гравців.
Два сезони відіграв у складі молодіжної збірної Канади та двічі став чемпіоном світу в 2006 та 2007 роках.

## Досягнення
- Кубок Стенлі — 2022

## Статистика

### Клубні виступи
| Сезон        | Клуб                     | Ліга         | Регулярний сезон | Регулярний сезон | Регулярний сезон | Регулярний сезон | Регулярний сезон | Плей-оф | Плей-оф | Плей-оф | Плей-оф | Плей-оф |
| Сезон        | Клуб                     | Ліга         | І                | Г                | П                | О                | ШХ               | І       | Г       | П       | О       | ШХ      |
| ------------ | ------------------------ | ------------ | ---------------- | ---------------- | ---------------- | ---------------- | ---------------- | ------- | ------- | ------- | ------- | ------- |
| 2003–04      | «Сент Майклз Буззерс»    | ОЮХЛ         | 36               | 26               | 47               | 73               | 14               | 24      | 11      | 20      | 31      | 12      |
| 2004–05      | «Сент Майклз Буззерс»    | ОЮХЛ         | 49               | 36               | 66               | 102              | 33               | 25      | 22      | 24      | 46      | 20      |
| 2005–06      | Мічиганський університет | НКАА         | 39               | 12               | 16               | 28               | 20               | —       | —       | —       | —       | —       |
| 2006–07      | Мічиганський університет | НКАА         | 38               | 24               | 26               | 50               | 12               | —       | —       | —       | —       | —       |
| 2007–08      | «Едмонтон Ойлерс»        | НХЛ          | 82               | 18               | 27               | 45               | 20               | —       | —       | —       | —       | —       |
| 2008–09      | «Едмонтон Ойлерс»        | НХЛ          | 82               | 18               | 20               | 38               | 22               | —       | —       | —       | —       | —       |
| 2009–10      | «Едмонтон Ойлерс»        | НХЛ          | 82               | 10               | 18               | 28               | 31               | —       | —       | —       | —       | —       |
| 2010–11      | «Едмонтон Ойлерс»        | НХЛ          | 82               | 11               | 24               | 35               | 64               | —       | —       | —       | —       | —       |
| 2011–12      | «Анагайм Дакс»           | НХЛ          | 82               | 13               | 13               | 26               | 15               | —       | —       | —       | —       | —       |
| 2012–13      | «Клагенфурт»             | Австрія      | 7                | 2                | 4                | 6                | 2                | —       | —       | —       | —       | —       |
| 2012–13      | «Анагайм Дакс»           | НХЛ          | 48               | 13               | 10               | 23               | 6                | 7       | 0       | 1       | 1       | 4       |
| 2013–14      | «Анагайм Дакс»           | НХЛ          | 82               | 21               | 21               | 42               | 26               | 13      | 2       | 6       | 8       | 9       |
| 2014–15      | «Анагайм Дакс»           | НХЛ          | 82               | 15               | 14               | 29               | 14               | 16      | 3       | 6       | 9       | 4       |
| 2015–16      | «Анагайм Дакс»           | НХЛ          | 82               | 9                | 23               | 32               | 28               | 7       | 2       | 2       | 4       | 0       |
| 2016–17      | «Анагайм Дакс»           | НХЛ          | 82               | 16               | 19               | 35               | 26               | 17      | 1       | 2       | 3       | 9       |
| 2017–18      | «Анагайм Дакс»           | НХЛ          | 80               | 12               | 23               | 35               | 41               | 4       | 1       | 0       | 1       | 2       |
| 2018–19      | «Анагайм Дакс»           | НХЛ          | 46               | 3                | 8                | 11               | 14               | —       | —       | —       | —       | —       |
| 2018–19      | «Даллас Старс»           | НХЛ          | 32               | 3                | 3                | 6                | 8                | 13      | 2       | 0       | 2       | 4       |
| 2019–20      | «Даллас Старс»           | НХЛ          | 68               | 3                | 11               | 14               | 30               | 23      | 0       | 2       | 2       | 10      |
| 2020–21      | «Даллас Старс»           | НХЛ          | 54               | 5                | 6                | 11               | 24               | —       | —       | —       | —       | —       |
| 2021–22      | «Сан-Хосе Шаркс»         | НХЛ          | 56               | 4                | 11               | 15               | 12               | —       | —       | —       | —       | —       |
| 2021–22      | «Колорадо Аваланч»       | НХЛ          | 18               | 0                | 1                | 1                | 8                | 16      | 3       | 3       | 6       | 16      |
| 2022–23      | «Колорадо Аваланч»       | НХЛ          | 79               | 10               | 9                | 19               | 44               | 4       | 0       | 0       | 0       | 0       |
| 2023–24      | «Колорадо Аваланч»       | НХЛ          | 75               | 6                | 13               | 19               | 16               | 11      | 0       | 5       | 5       | 2       |
| Усього в НХЛ | Усього в НХЛ             | Усього в НХЛ | 1,294            | 190              | 274              | 464              | 449              | 131     | 13      | 27      | 40      | 59      |

### Збірна
| Рік              | Команда          | Турнір           | Місце            | І  | Г  | П  | О  | ШХ |
| ---------------- | ---------------- | ---------------- | ---------------- | -- | -- | -- | -- | -- |
| 2004             | Канада Онтаріо   | U17              | 1                | 6  | 5  | 7  | 12 | 6  |
| 2004             | Канада           | U18              | 1                | 5  | 4  | 5  | 9  | 22 |
| 2006             | Канада           | МЧС              | 1                | 6  | 1  | 4  | 5  | 4  |
| 2007             | Канада           | МЧС              | 1                | 6  | 1  | 2  | 3  | 0  |
| Молодіжна збірна | Молодіжна збірна | Молодіжна збірна | Молодіжна збірна | 23 | 11 | 18 | 29 | 32 |